# Koło wielkie

Koła wielkie (ich brzegi, czyli okręgi wielkie, zaznaczono liniami ciągłymi)

Koło wielkie – największe koło, jakie można wpisać w kulę. Jego średnica jest równa średnicy kuli, a samo koło dzieli ją na dwie symetryczne połowy, zwane półkulami. Innymi słowy: koło wielkie to przecięcie kuli z płaszczyzną przechodzącą przez jej środek.

## Okręgi wielkie
W polskiej literaturze przyjęło się używać terminu „koło wielkie” także w odniesieniu do największych okręgów na sferze, choć w tym przypadku właściwy jest (rzadziej używany) termin „okrąg wielki”. Okręgiem wielkim jest równik; każde dwa przeciwległe południki łącznie również tworzą okręgi wielkie. Na sferze niebieskiej okręgami wielkimi są: horyzont, południk niebieski, równik niebieski, ekliptyka. Okrąg wielki przechodzący przez zenit i nadir nazywany jest kołem wierzchołkowym.
Okręgi wielkie są liniami geodezyjnymi na sferze. Ich łuki nazywa się ortodromami.